# لیگ برتر فوتبال آلمان شرقی ۱۹۵۷

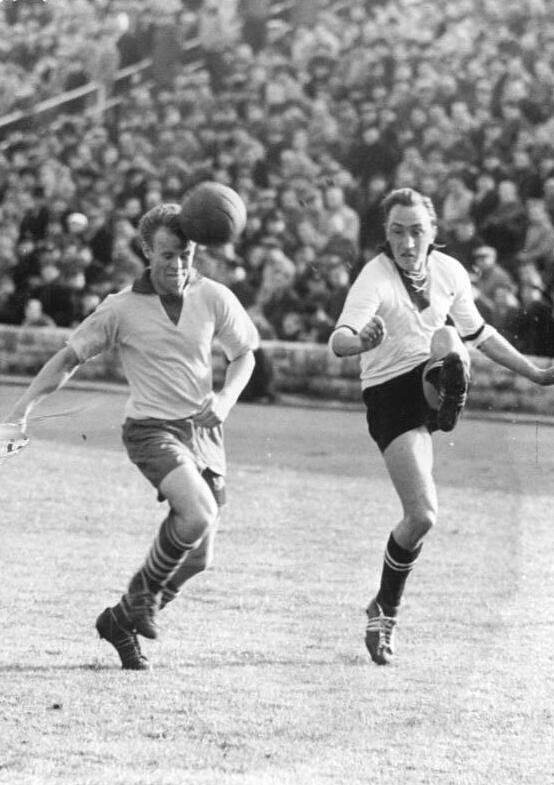
لیگ برتر فوتبال آلمان شرقی ۱۹۵۷

لیگ برتر فوتبال آلمان شرقی ۱۹۵۷ نهمین دوره لیگ برتر فوتبال آلمان شرقی بود.
در این دوره باشگاه فوتبال ارتسگبیرگ آئو با ۳۷ امتیاز قهرمان شد.

## جدول مسابقات
| رتبه | تیم                             | بازی | برد | مساوی | باخت | زده | خورده | تفاضل | امتیاز |
| ۱    | باشگاه فوتبال ارتسگبیرگ آئو     | ۲۶   | ۱۶  | ۴     | ۶    | ۴۹  | ۲۸    | +۲۱   | ۳۶     |
| ۲    | باشگاه فوتبال اف‌سی فرانکفورت    | ۲۶   | ۱۳  | ۷     | ۶    | ۴۵  | ۲۲    | +۲۳   | ۳۳     |
| 3    | SC Rotation Leipzig             | ۲۶   | ۱۲  | ۸     | ۶    | ۴۰  | ۲۹    | +۱۱   | ۳۲     |
| ۴    | باشگاه فوتبال کارل زایس ینا     | ۲۶   | ۱۱  | ۶     | ۹    | ۴۱  | ۲۹    | +۱۲   | ۲۸     |
| 5    | SC Aktivist Brieske-Senftenberg | ۲۶   | ۱۱  | ۶     | ۹    | ۳۳  | ۲۶    | +۷    | ۲۸     |
| ۶    | باشگاه فوتبال قوت-وایس ارفوت    | ۲۶   | ۱۰  | ۷     | ۹    | ۳۷  | ۳۳    | +۴    | ۲۷     |
| ۷    | باشگاه فوتبال زاکسن لایپزیگ     | ۲۶   | ۹   | ۸     | ۹    | ۳۶  | ۳۲    | +۴    | ۲۶     |
| ۸    | باشگاه فوتبال درسدنر            | ۲۶   | ۸   | ۹     | ۹    | ۴۰  | ۴۴    | -۴    | ۲۵     |
| 9    | Fortschritt Weißenfels          | ۲۶   | ۸   | ۷     | ۱۱   | ۳۸  | ۳۸    | ۰     | ۲۳     |
| ۱۰   | باشگاه فوتبال تسویکاو           | ۲۶   | ۹   | ۵     | ۱۲   | ۳۵  | ۴۳    | -۸    | ۲۳     |
| ۱۱   | باشگاه فوتبال فورتونا بابلسبرگ  | ۲۶   | ۸   | ۷     | ۱۱   | ۲۹  | ۴۴    | -۱۵   | ۲۳     |
| ۱۲   | باشگاه فوتبال هالشر             | ۲۶   | ۹   | ۴     | ۱۳   | ۴۲  | ۵۱    | -۹    | ۲۲     |
| ۱۳   | باشگاه فوتبال لوک اشتندل        | ۲۶   | ۹   | ۴     | ۱۳   | ۲۸  | ۴۳    | -۱۵   | ۲۲     |
| ۱۴   | باشگاه فوتبال کمنیتسر           | ۲۶   | ۳   | ۱۰    | ۱۳   | ۳۱  | ۶۲    | -۳۱   | ۱۶     |